# Callionymus melanotopterus
 Callionymus melanotopterus és una espècie de peix marí de la família dels cal·lionímids i de l'ordre dels cipriniformes que es troba a Indonèsia. Va ser descrit per Pieter Bleeker el 1850.